# José Luis Martínez-Almeida Navasqüés
José Luis Martínez-Almeida Navasqüés (Madrid, 17 april 1975) is een Spaans politicus van de conservatieve partij Partido Popular (PP) en sinds 15 juni 2019 burgemeester van de hoofdstad Madrid. Hij werd als kandidaat voor die functie aangewezen door partijleider Pablo Casado en was tot die tijd relatief onbekend bij het grote publiek. Mede door zijn manier van leiding geven tijdens de coronacrisis die de stad Madrid bijzonder heftig treft wordt hij door Casado op 17 augustus 2020 aangewezen als landelijk woordvoerder van de partij.